# مسألة رؤية الله تعالى في المنام ورؤية النبي صلى الله عليه وسلم
مسألة رؤية الله تعالى في المنام ورؤية النبي  هو كتاب عن الرؤية، ألفه الحافظ أبو القاسم السهيلي (508 هـ-581 هـ) صاحب كتاب الروض الأنف، تصدى المؤلف في كتابه لمسألة رؤية الله ورسوله في المنام، وبحث في الكتاب موضوع الرؤية في عالم الرؤيا بحثا موسعا وأجاب فيه على التساؤلات التي ربما تطرح حول الموضوع.